# Jules Bilmeyer

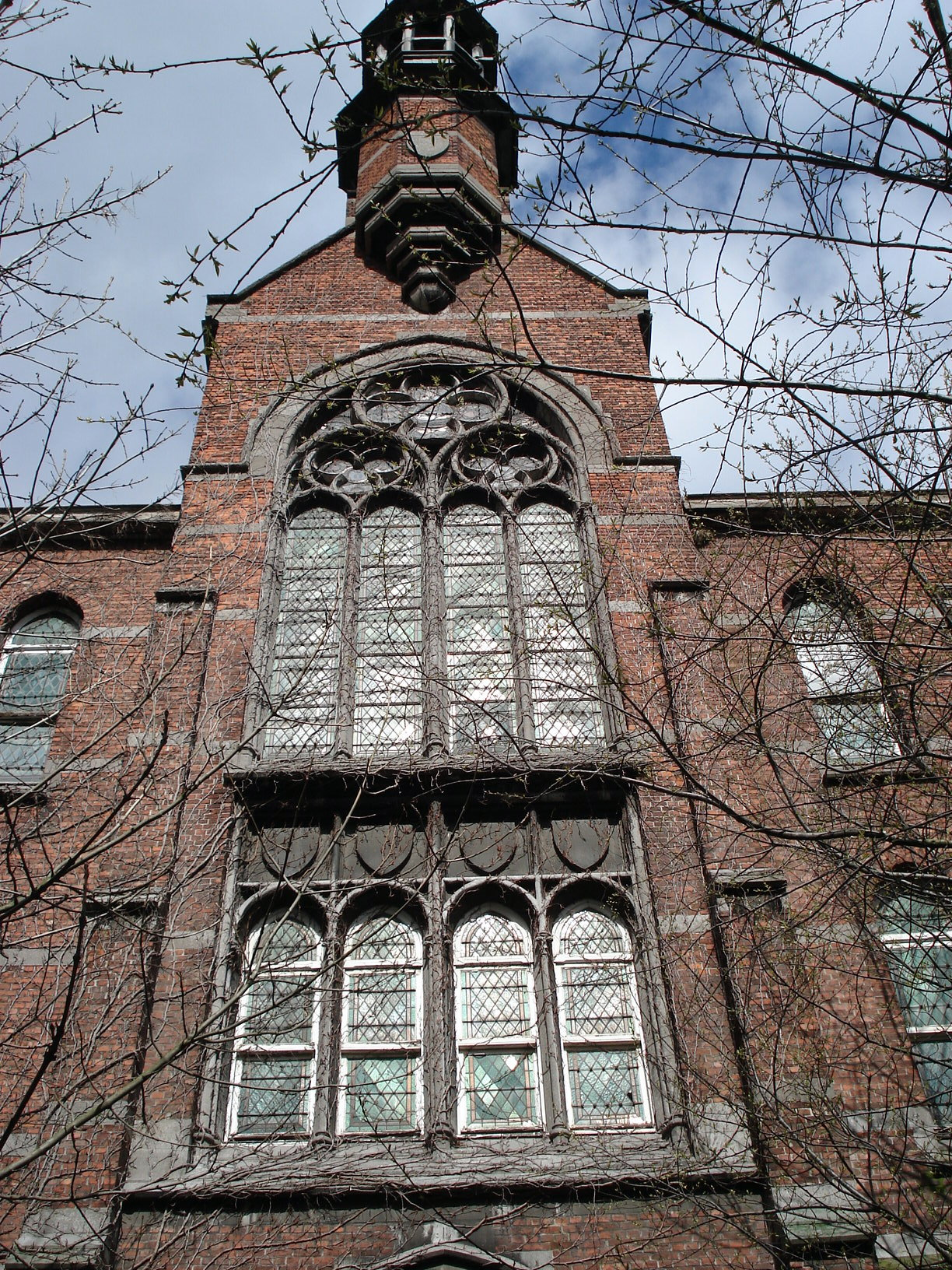
Antwerpen, kapel Franciscanessenklooster, ca. 1890

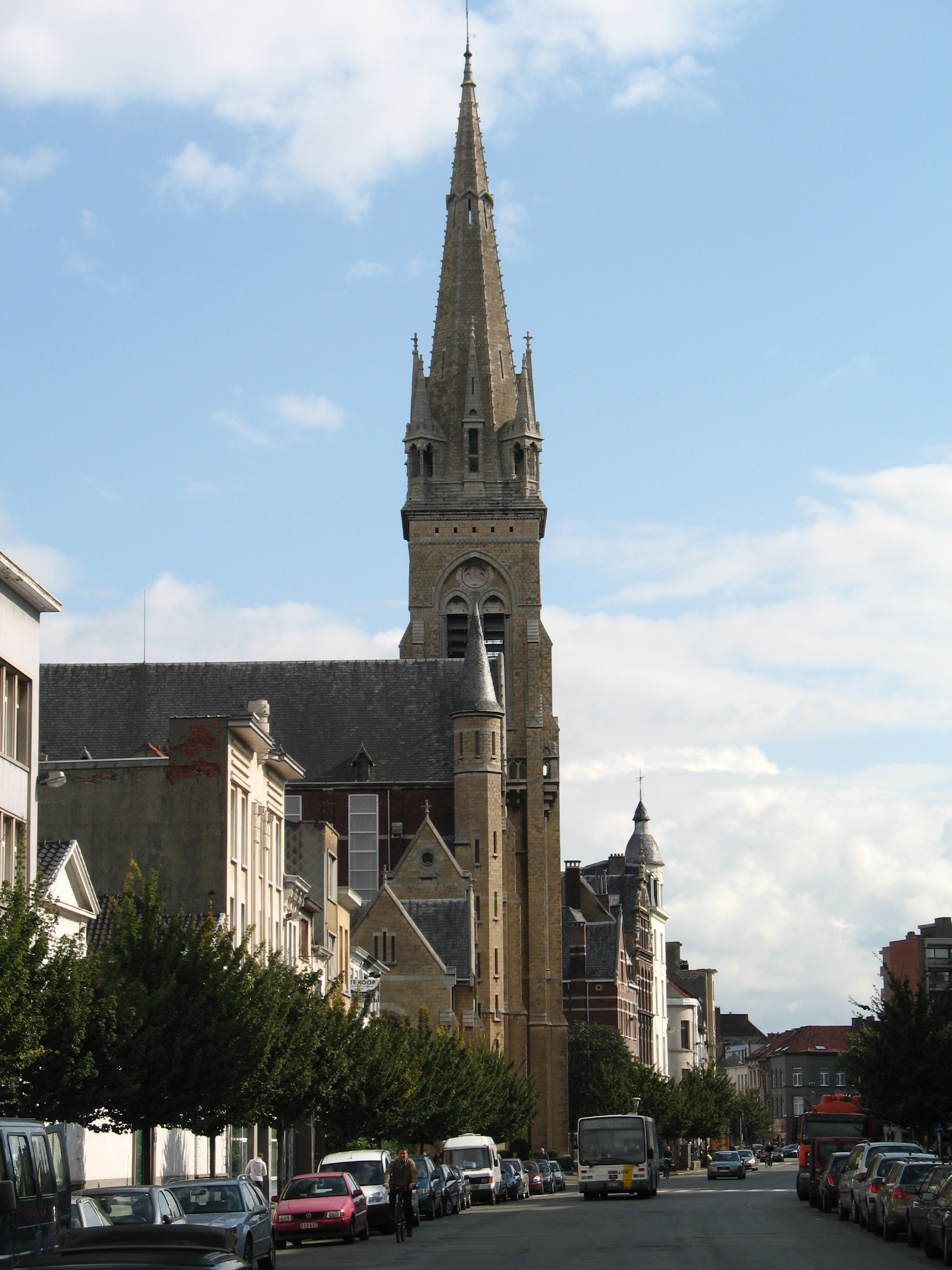
St. Antoniuskerk (Paardenmarkt, Antwerpen), naar ontwerp van Jan-Lodewijk Baeckelmans, gebouwd door Jules Bilmeyer

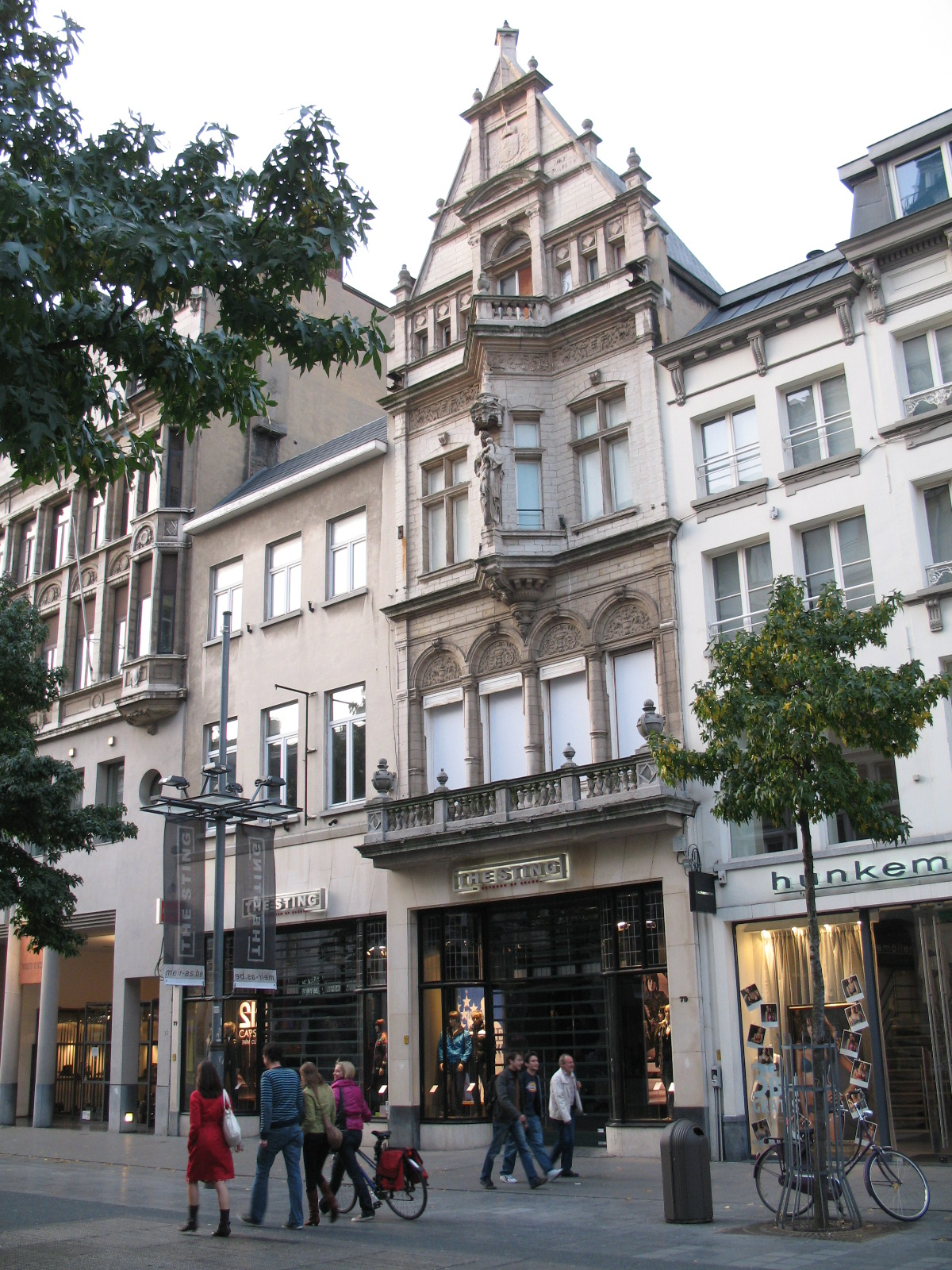
Huis op de Meir te Antwerpen

Stuivenbergziekenhuis Overzichtsplan Gelijkvloers dd 1 december 1881, auteurs Bilmeyer & Van Riel

Jules Bilmeyer (Berchem, 4 november 1850 - aldaar, 13 juni 1920) was een Vlaamse bouwmeester en leraar aan de academie van Antwerpen.
Jules (Julius Petrus) Bilmeyer volgde de cursussen architectuur aan de Antwerpse Academie van 1865 tot 1870, en werkte tegelijkertijd op het atelier van de gebroeders Baeckelmans: Frans Clemens Baeckelmans (1827-1896) en Jan-Lodewijk Baeckelmans (1835-1871).

## Leven
Zijn vader, Joannes Franciscus Gregorius Bilmeyer (Antwerpen, 21 oktober 1822 - Antwerpen, 26 april 1897), was plafonneerder en diens vader was glazenmaker. Uit zijn huwelijk met Alida Du Jardin, dochter van kunstschilder en professor aan de Antwerpse Academie Edward Du Jardin, had hij vijf kinderen. Van deze vijf werden er twee priester. Julien Bilmeyer s.j. ( Antwerpen, 15 augustus 1881 - Sitagarah, India 22 mei 1953), was actief als jezuïet-priester in India. Willy Bilmeyer (Antwerpen, 28 maart 1886 - Herselt, 7 mei 1976) was priester in Watermaal-Bosvoorde en tevens een verwoed amateurfotograaf. Twee dochters traden in het klooster, Mathilde bij de dochters van het H. Hart van Jezus en Maria bij de Franciscanessen. Eén zoon, Edouard Bilmeyer (Antwerpen, 19 september 1883 - Antwerpen, 17 april 1948), werd architect en volgde zijn vader op. Edouard werd opgevolgd door Jan (die de opleiding volgde maar op jonge leeftijd door een ongeval omkwam) en Julien Bilmeyer die op zijn beurt het beroep van architect uitoefende. De vierde generatie wordt vertegenwoordigd door architect Filip Jacobs (architect @ www.staut.net), achterkleinzoon van Jules en kleinzoon van Edouard.
Julius Petrus Bilmeyer woonde te Antwerpen (Berchem) in een door hem ontworpen huis, in de Kardinaal Mercierlei nummer 37.
Hij werd begraven op de begraafplaats van die gemeente, op perk N-23. In de Berchemse wijk Groenenhoek werd de Jules Bilmeyerstraat naar hem genoemd.

## Werken
In 1901 werd Jules Bilmeyer professor architectuur aan de Koninklijke Academie voor Schone Kunsten van Antwerpen, in opvolging van Joseph Van Riel. In samenwerking met deze architect bouwde hij het klooster en de Basiliek van het Heilig Hart (geïnspireerd op de Sainte-Chapelle te Parijs) in de Merodelei in Berchem. De Onze-Lieve-Vrouw van Genade kerk op de Frankrijklei was ook een product van deze samenwerking. Daarna werden nog de kerk van Sint-Antonius op de Paardenmarkt te Antwerpen gerealiseerd (naar de plannen van de overleden architect Jan-Lodewijk Baeckelmans), de Sint-Jobkerk van de wijk Carloo in Ukkel (geïnspireerd op de Dom van Aken), de kerk van Sint-Katarina op het Kiel, de St.-Antonius van Paduakerk aan de statie in Essen, de dorpskerk van Wuustwezel, de St.-Luciakerk te Oosterlo, de St.-Niklaaskerk te Morkhoven en verder nog heel wat kloosters. Een daarvan is het (voormalige) Franciscanessenklooster te Antwerpen dat beschermd is bij Ministerieel Besluit van 15 april 2009.
Eveneens in samenwerking met architect Van Riel gebeurde in 1884 de uitvoeringsfase van het Stuyvenberghospitaal in Antwerpen volgens wedstrijdontwerp dd. 1872-73 van Frans Baeckelmans. Baeckelmans verzaakte in 1876 aan de verdere aanpassingen van het wedstrijdontwerp en Bilmeyer en Van Riel werden aangesproken om het ontwerp aan te passen en de opdracht tot een goed einde te brengen. Zo geschiedde ook en de volledige werfuitvoering kwam onder hun hoede. In 1891 volgde nog het derde ziekenhuis Calvariënberg in Maastricht. Het ging in beide gevallen om paviljoenziekenhuizen, wat in die tijd een vernieuwend concept was voor een hospitaal. Van het Maastrichtse ziekenhuis is alleen het Klassegebouw of Elisabethhuis bewaard gebleven.

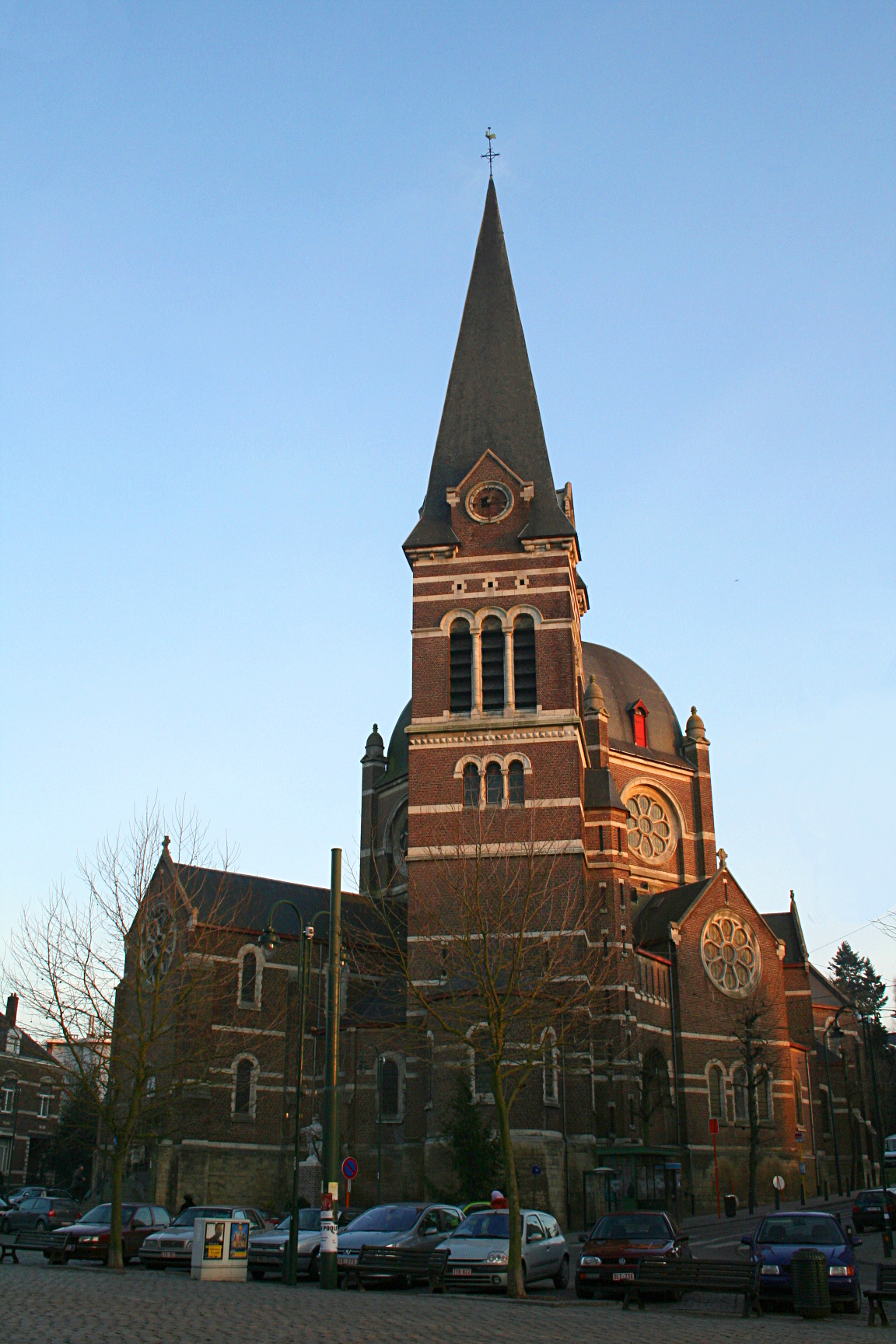
De Sint-Jobkerk te Ukkel.

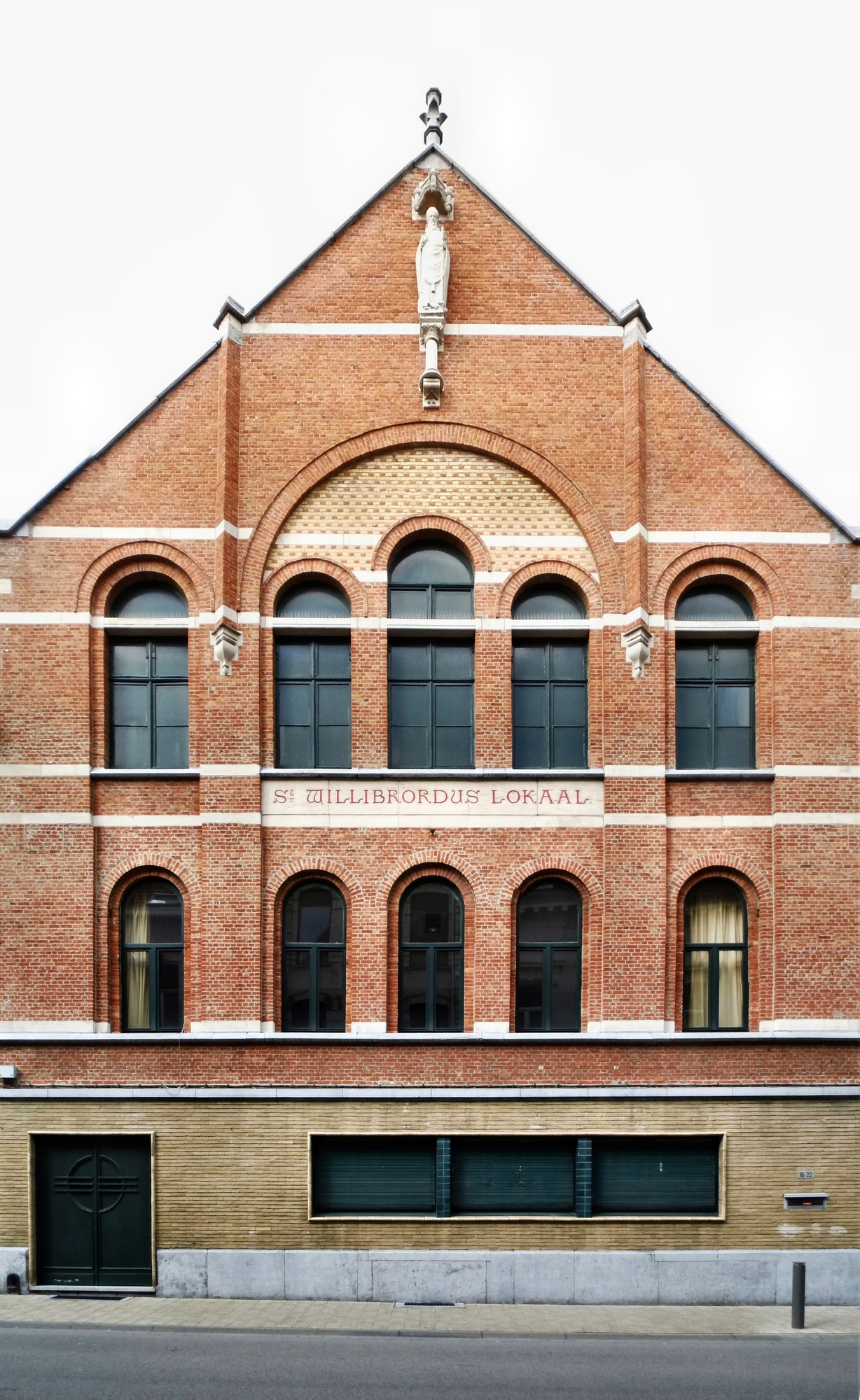
Sint-Willibrorduslokaal te Berchem (Antwerpen), gebouwd door Jules Bilmeyer en Joseph Van Riel.

Lijst met gebouwde kerken, kloosters en scholen :
- klooster en Basiliek van het Heilig Hart in de Merodelei in Berchem
- Onze-Lieve-Vrouw van Gratie kerk op de Frankrijklei 89 te Antwerpen
- Verbouwingen aan de schoolgebouwen Jezuïtencollege op de Frankrijklei 91 te Antwerpen
- Pensionaat Sacré-Coeur in de Lamorinièrestraat in Antwerpen. Heden Secundaire Yavne school.
- Kerk van Sint-Antonius op de Paardenmarkt te Antwerpen (naar de plannen van Jan-Lodewijk Baeckelmans)
- Klooster van de grauwzusters - Derde fase 1909, Korte Winkelstraat 28a, Antwerpen
- Sint-Jobkerk in de wijk Carloo, Ukkel (geïnspireerd op de Dom van Aken)
- Parochiekerk Sint-Jozef te Antwerpen (bouw van een zijportaal)
- Sint-Katarina (aanpassingswerken) op het Kiel te Antwerpen
- Sint-Antonius van Paduakerk aan het Sint-Antoniusplein in Essen
- Sint-Luciakerk te Oosterlo bij Geel
- Onze-Lieve-Vrouw-Hemelvaartkerk (Wuustwezel) te Wuustwezel
- Onze-Lieve-Vrouw van Altijddurende Bijstand (Hallaar) te Hallaar. Uitbreidings- en herstellingswerken in 1898.
- Sint-Niklaaskerk te Morkhoven
- Bewaarschool Sint Maria aan de Paardenmarkt 111 te Antwerpen (dd 1905-1910)
- Patronaat van de Sint-Amandusparochie Vliegenstraat 32 te Antwerpen
- Restauratie van de kerk van Eppegem
- Franciscanessenklooster te Antwerpen
- Herstellingen aan de Sint-Carolus Borromeuskerk te Antwerpen
- Ontwerp van de preekstoel voor de Sint-Catharinakerk 's-Gravenwezel Sint-Catharinakerk ('s-Gravenwezel)

Bilmeyer en Van Riel bouwden ook een hele reeks woningen in Antwerpen, zoals:
- twee woningen nrs. 37-39 in de Transvaalstraat te Berchem (wijk Zurenborg)(dd. 1884)
- de woning Keulemans Verdussenstraat 37 (dd. 1885)
- drie woningen nrs 16-18-20 in de Wolfstraat te Zurenborg (dd. 1889)
- twee woningen nrs. 20-22 in de Transvaalstraat te Berchem (wijk Zurenborg)(dd. 1889)
- drie woningen in de Kleine Hondstraat(hoek Grote Hondstraat nrs 63-65) te Zurenborg (dd. 1890)
- een breedhuis in de Oude Beurs op nr 44 (dd 1890)
- twee woningen nrs. 24-26 in de Transvaalstraat te Berchem (wijk Zurenborg)(dd. 1890)
- drie woningen en 2(of3)winkels in de Dambruggestraat nrs 91-93-95-97 (hoek Lange Beeldekensstraat) (dd. 1890)
- woning van schilder Frans Snyders in de Keizerstraat 8 (1891)
- een woninggroep van 10 huizen, Dolfijnstraat 46-64 te Zurenborg (dd. 1892)
- twee woningen nrs. 45-47 in de Transvaalstraat te Berchem (wijk Zurenborg)(dd. 1893)
- twee woningen in de St.-Hubertusstraat 84-86 te Berchem (dd. 1894)
- een aantal woningen nrs. 49-51-53 in de Transvaalstraat te Berchem (wijk Zurenborg)(dd. 1895)
- een huis in de Bouwmeestersstraat (dd. 1896)
- een huis op de Meir (nr. 79) met de naam 'Het Wapen van Spanje' (met beeld door J.F. Deckers).(dd.1897)
- het Carolus-Magnusgeheel in de Cogels-Osylei te Berchem (wijk Zurenborg) (dd. 1997)
- een huis in de Provinciestraat 149 (dd. 1898)
- een huis in Hopland 34-36 (dd. 1902). Nu boekenwinkel en wijnbar Luddites (https://www.luddites.be)
- een woning in de St. Vincentiusstraat 6 te Antwerpen(dd. 1902)
- vijf huizen in de Lange Lozanastraat 135-141, opgetrokken in 2 fases(dd. 1902 en 1903)
- vier gekoppelde huizen in de Rijnpoortvest 12-18 (ontwerp dd. 1904)  zie ook vermelding VIOE id 5801
- een huis in de St. Gummarusstraat 37 te Antwerpen (dd. 1906) voor Lambrechts
- hoekhuis Schoenmarkt 10 & Schrijnwerkersstraat (dd. 1906)
- een huis in de Volksstraat 60 (dd. 1907)
- een huis in de Nachtegaalstraat 37 (dd. 1907)
- veertien woningen in de Tabakvest, nrs. 2-28, te Antwerpen (dd. 1908)
- St Marcus en St Lucas Burgerhuis op de Lijnwaadmarkt 20 te Antwerpen (dd 1913)

Andere ontwerpen/realisaties van Jules Bilmeyer in samenwerking met Van Riel zijn:
- de poortomlijsting aan het woonhuis van Nicolaas Rockox jr. in de Keizerstraat, gemaakt in opdracht van antiekhandelaar Grüter
- poortje in neo-Vlaamserenaissancestijl in de Eikenstraat 20 te Antwerpen ( dd.1897)
- het neogotische St.-Willibrorduslokaal in de Vredestraat te Berchem
- Restauratiewerken aan het Hof van Rameyen in Berlaar (dd.1906)
- de afwerking van de Sint-Amanduskerk (Antwerpen) (naar de plannen van Jan-Lodewijk Baeckelmans)
- Stapelhuis Stokerij de Fortuin, Brouwersvliet 29 te Antwerpen.
- Verbouwingswerken winkelpand, Huidevetterstraat 18 te Antwerpen.
- Verbouwingswerken apotheek (nu San Remo), Keyserlei 35 te Antwerpen.

### Interieur
Als architect van de Antwerpse kathedraal werden onder zijn leiding de neogotische gestoelten, het hoogzaal en het timpaan boven de hoofdinkom aan de kant van Handschoenmarkt uitgevoerd, buiten andere behoudswerken.
De kerk van Eppegem werd gerestaureerd door architect Jules Bilmeyer, maar door brand verwoest en dan terug opgebouwd door zoon Edouard Bilmeyer (Antwerpen, 19 september 1883 - Antwerpen, 17 april 1948). Het kasteel van de Cock de Rameyen in Gestel werd ook door Jules Bilmeyer gerestaureerd. Verder zijn er schetsen gevonden van Bilmeyer in het archief van Jan Stuyt ivm de totstandkoming van het ontwerp voor de Cenakelkerk te Nijmegen.
Begin 1895 was Bilmeyer corresponderend lid van de Koninklijke Commissie van Landschappen en Monumenten om midden 1918 effectief lid te worden van deze Commissie. Het architectenkantoor was destijds gevestigd aan de Appelmansstraat 21-23 te Antwerpen. Mogelijk werkten ze aanvankelijk vanuit een woning gelegen in de Kardinaal Mercierlei te Berchem. Als medewerker bij Bilmeyer en Van Riel wordt o.a. arch. Emile Thielens genoemd. Als leerlingen op de Academie begeleidde Bilmeyer o.a. André Fivez, Jos Smolderen en Flor Van Reeth.
Het nog bestaande oeuvre is gecatalogeerd in de inventaris van het bouwkundig erfgoed. Deze is opgesteld door het Vlaams Instituut voor het Onroerend Erfgoed.

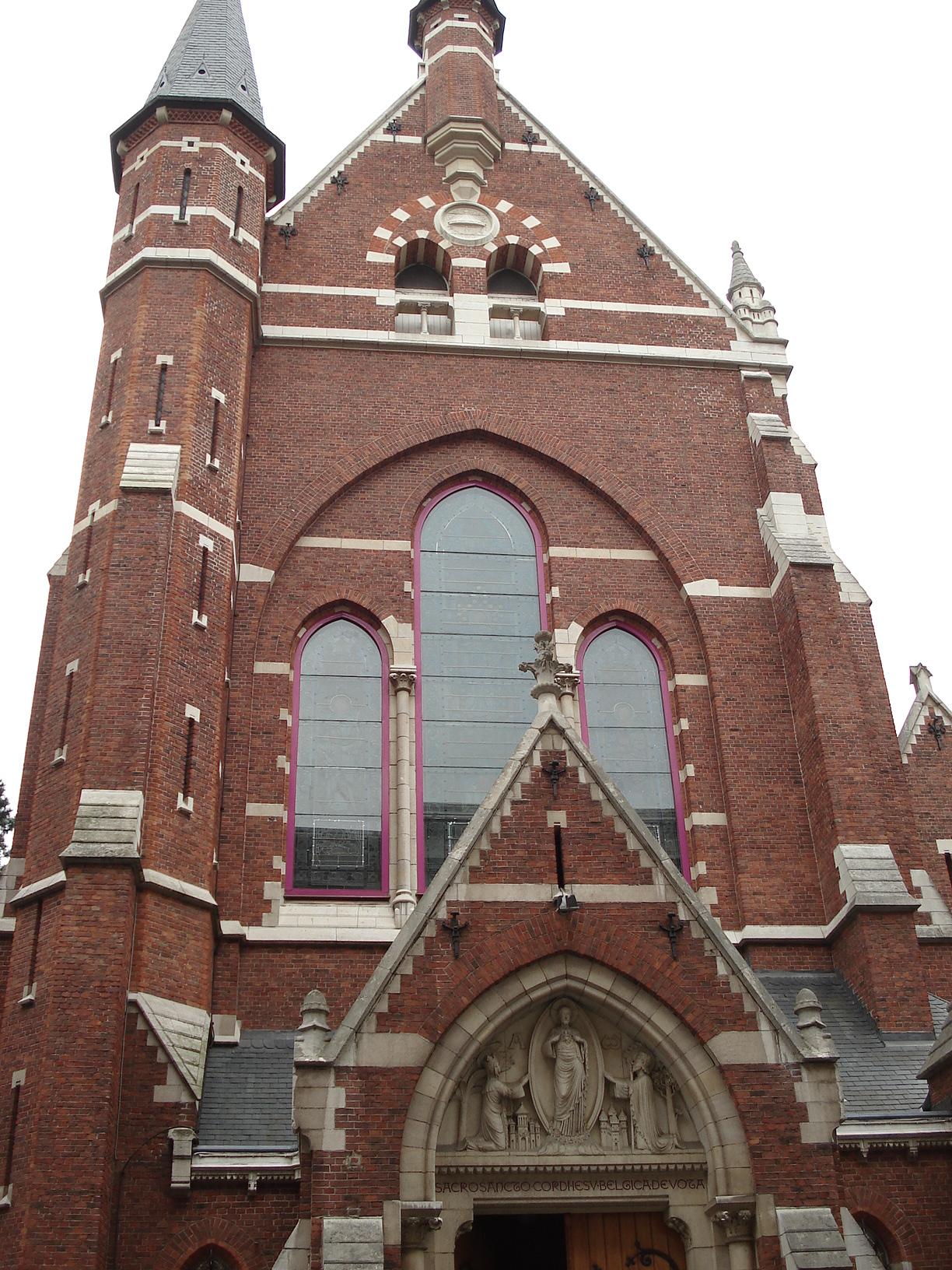
Berchem, Basiliek van het Heilig Hart
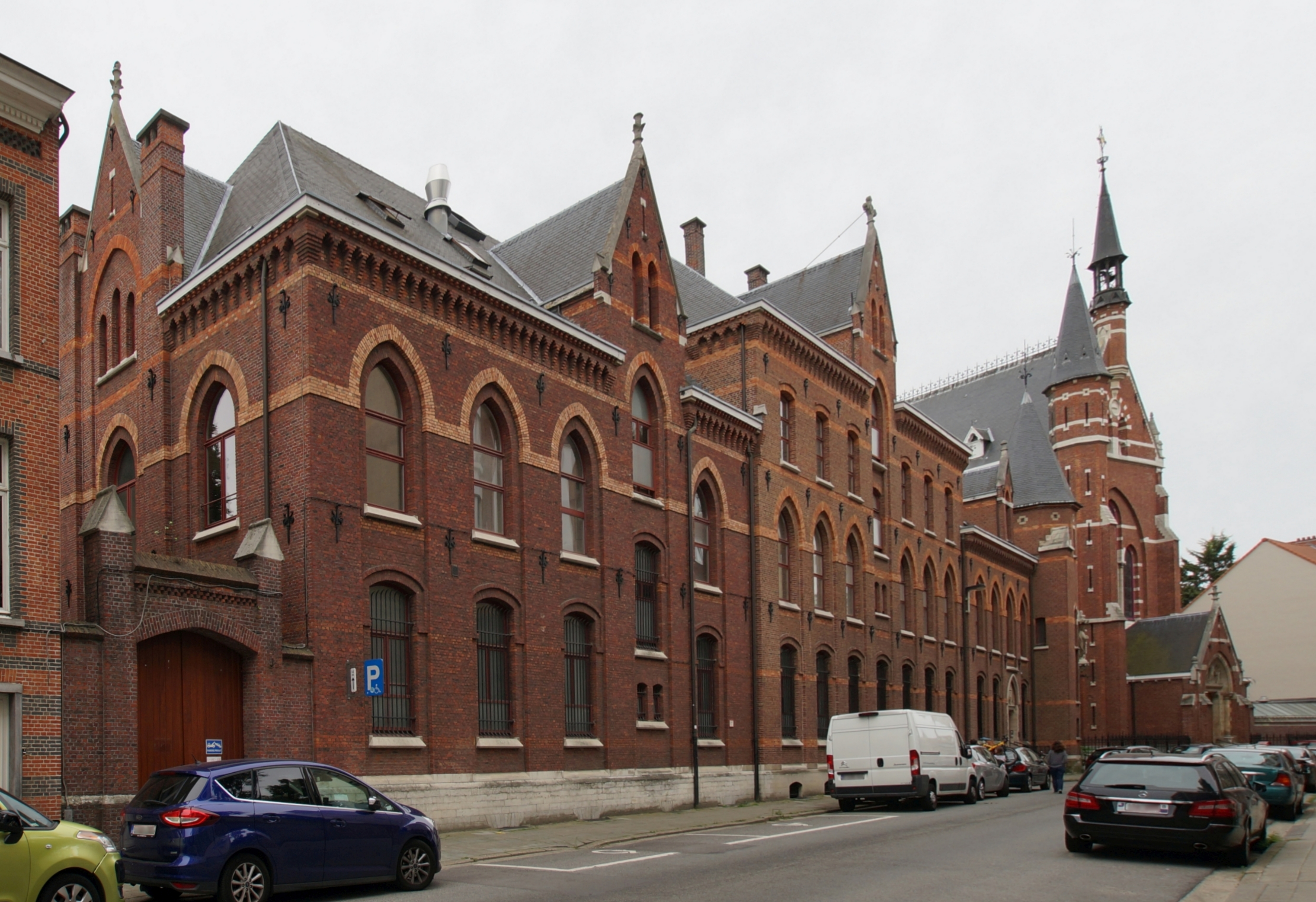
Klooster 'Chemin Neuf' te Berchem (Antwerpen) met de basiliek van het Heilig Hart op de achtergrond.
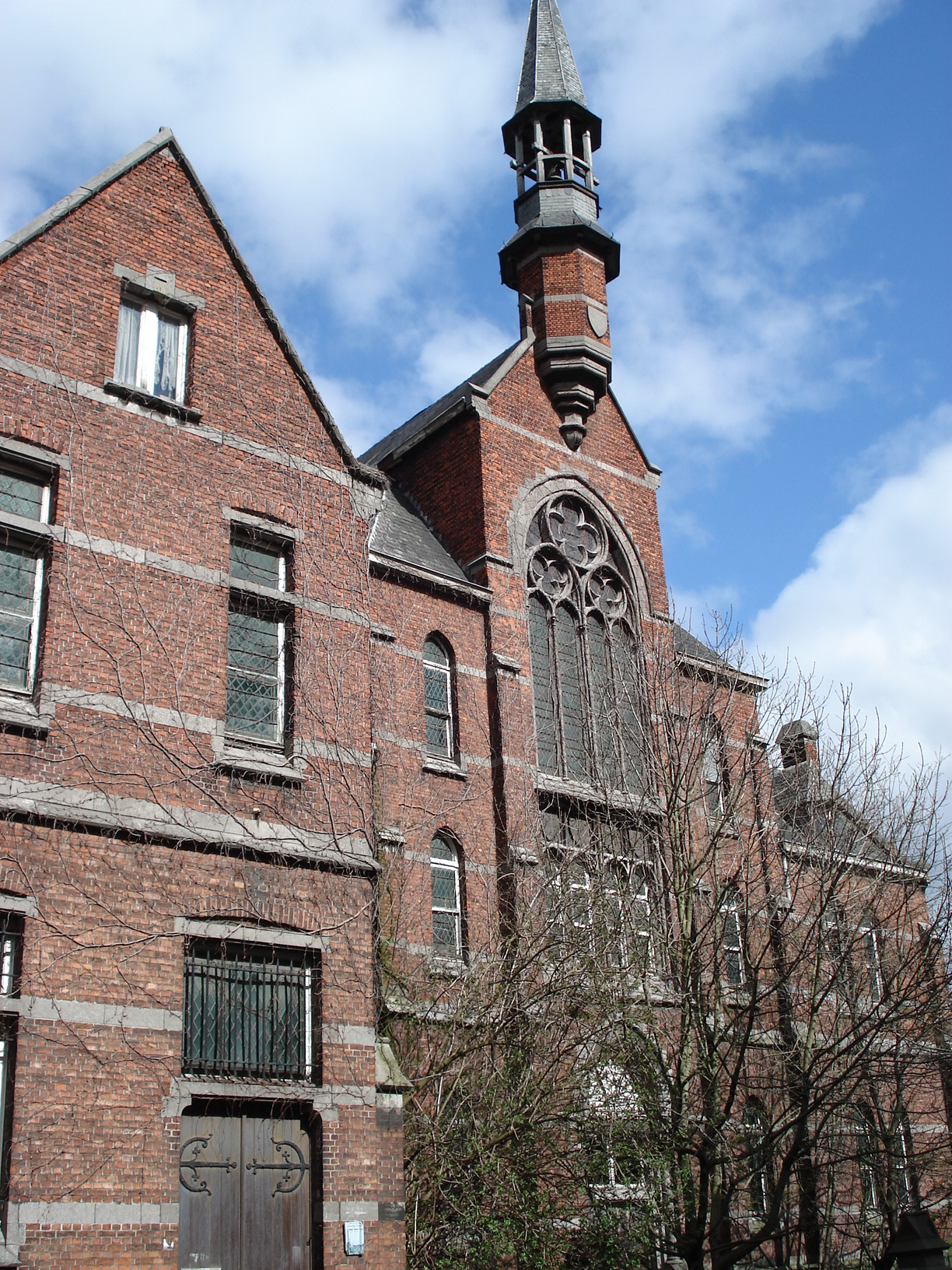
Antwerpen, Franciscanessenklooster
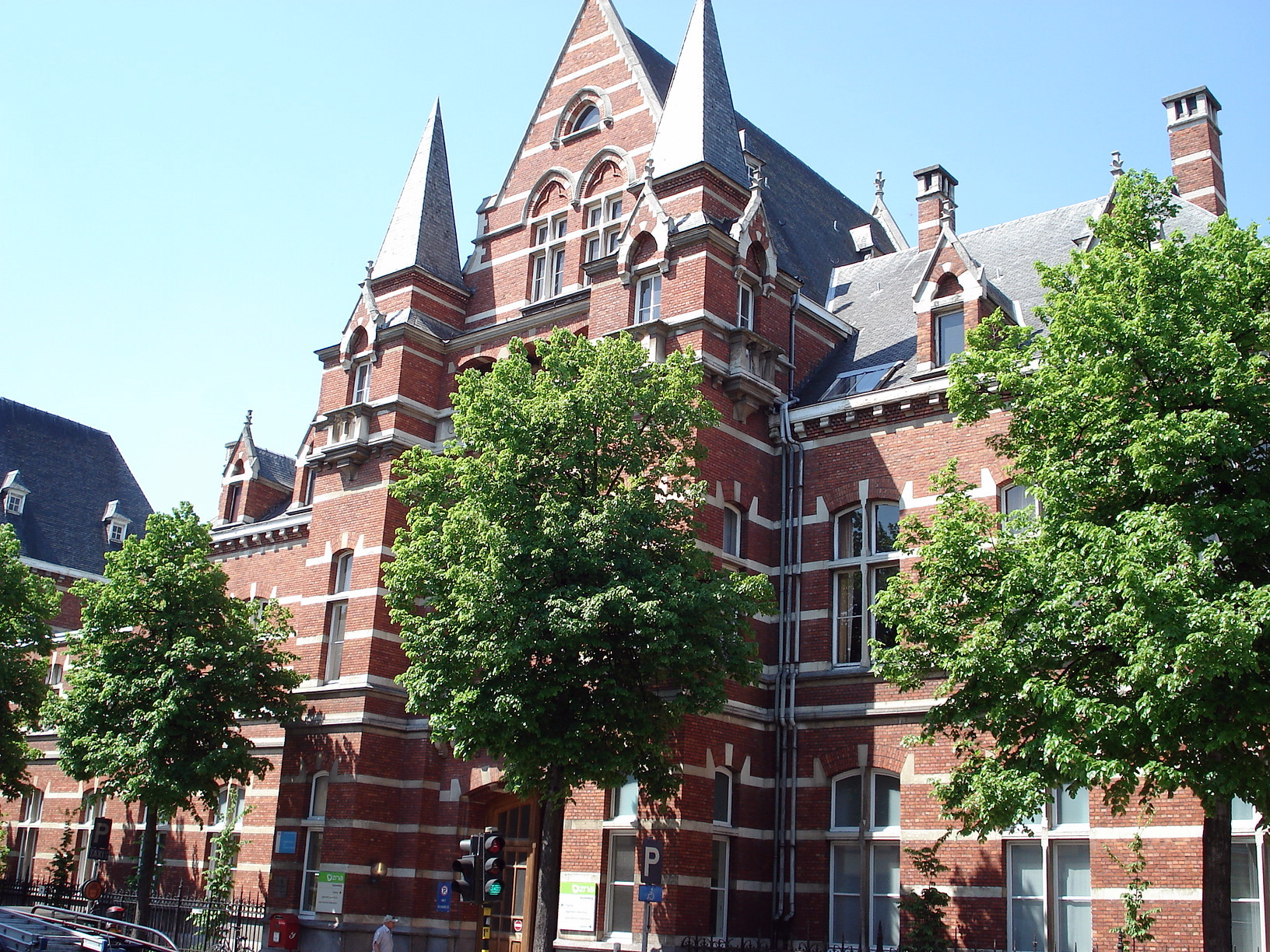
Antwerpen, Stuivenbergziekenhuis
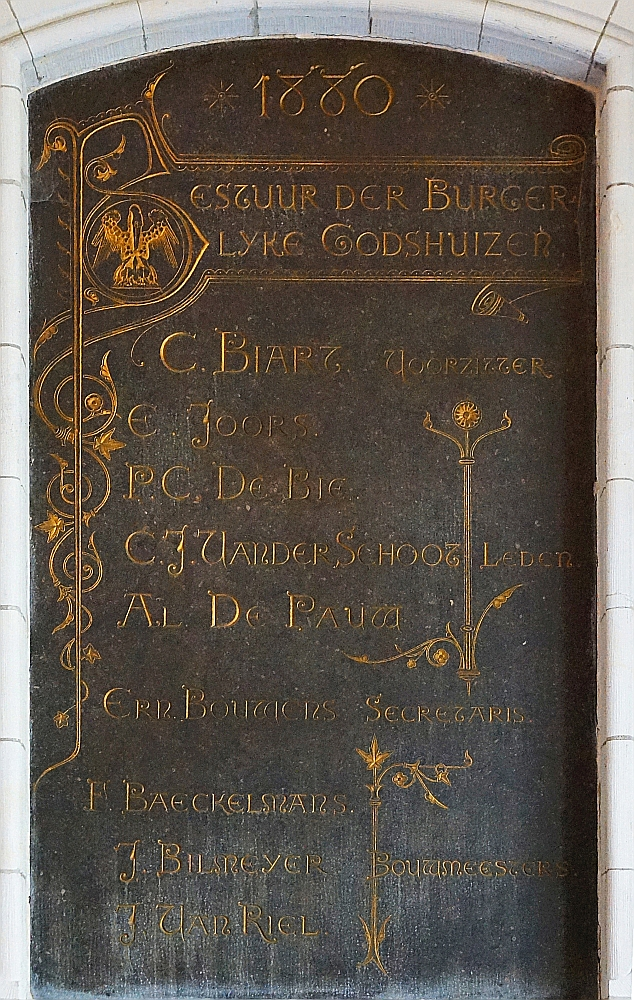
Antwerpen, Gedenkplaat Stuivenbergziekenhuis
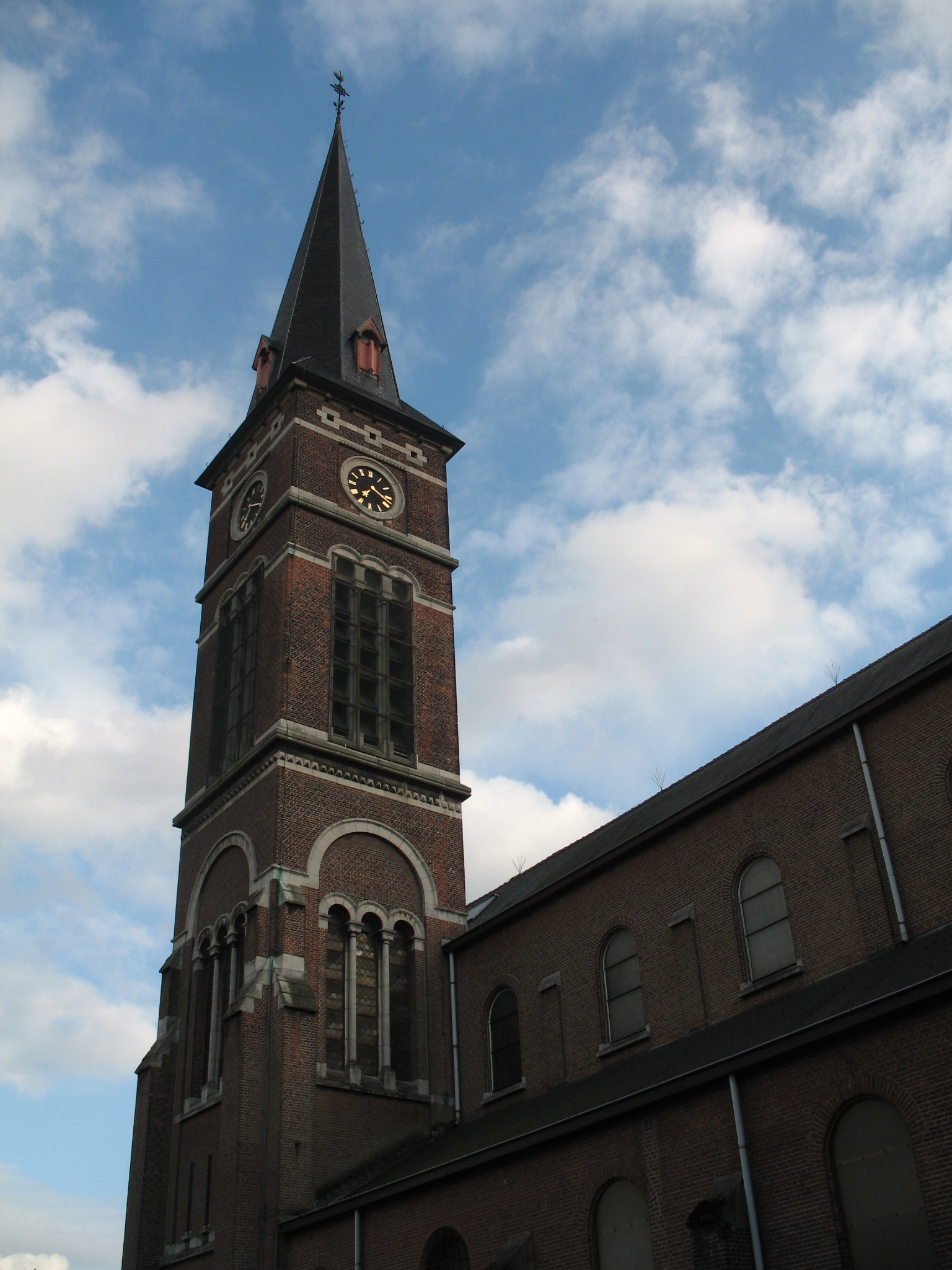
Antwerpen, Sint Catharinakerk op het Kiel
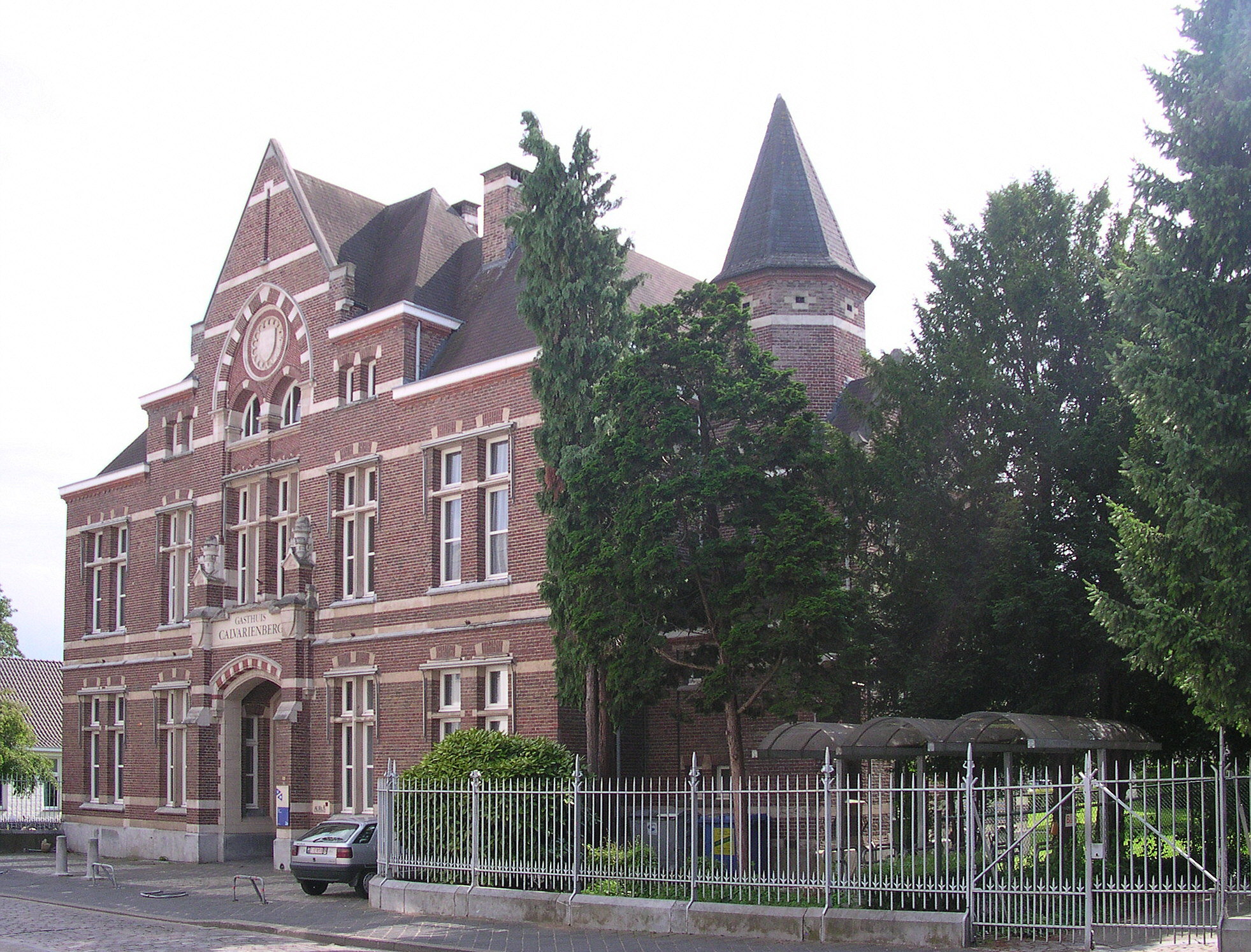
Maastricht, voormalig ziekenhuis Calvariënberg
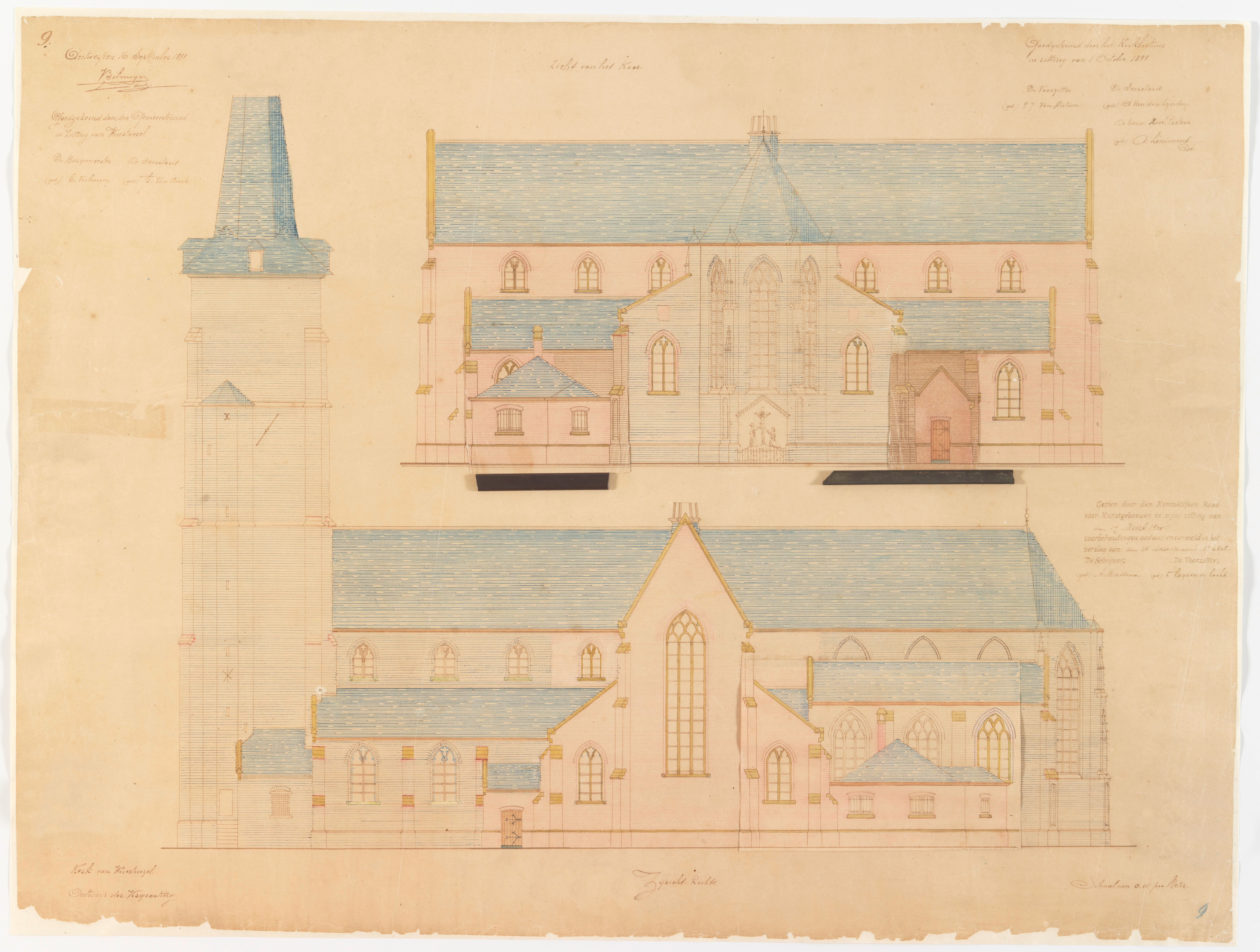
'Onze-Lieve-Vrouw-Hemelvaart' te Wuustwezel, archief Jos De Beer
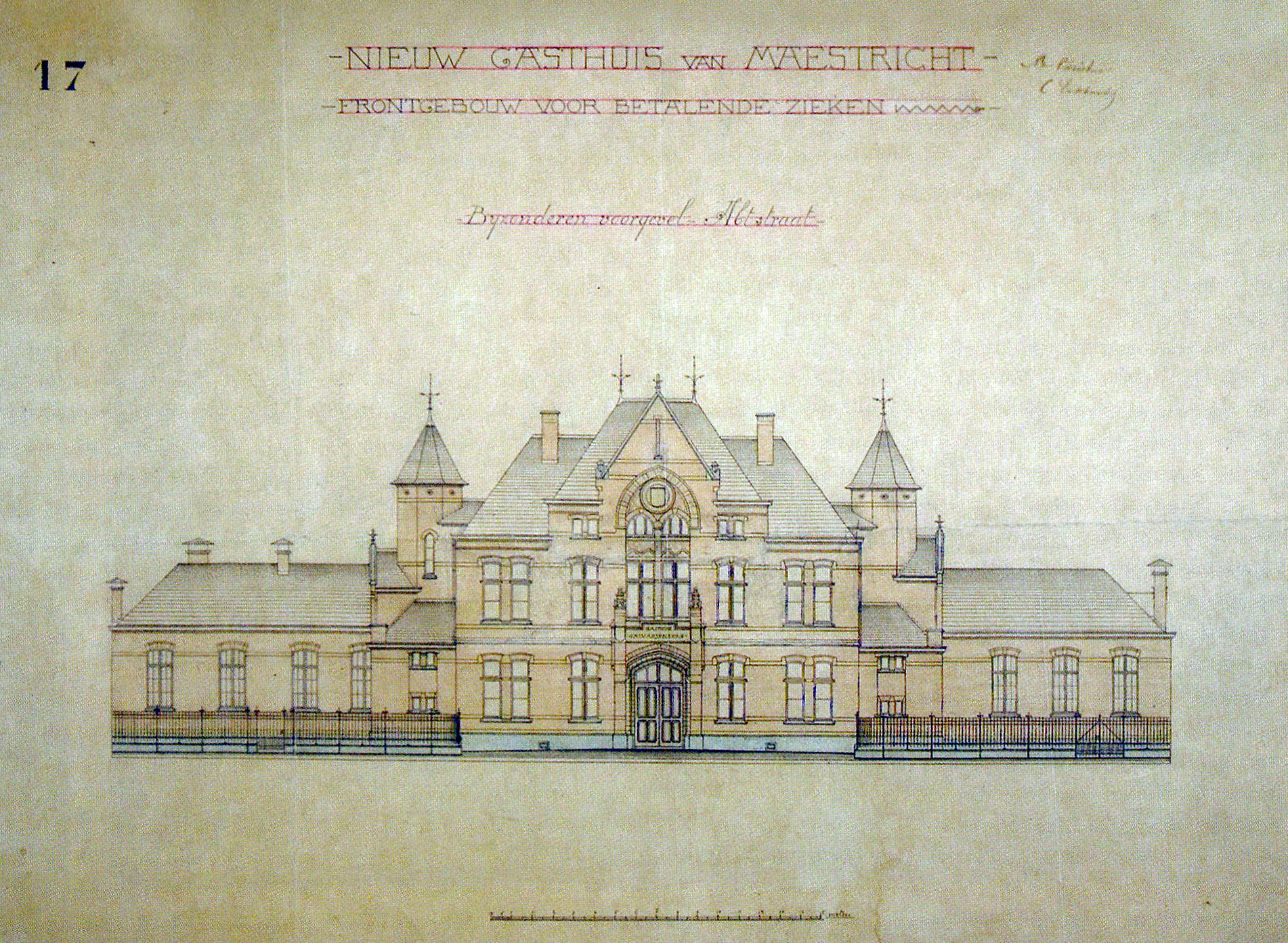
Ontwerp van Jules Bilmeyer & Van Riel voor de oostgevel van het "frontgebouw voor betalende zieken"
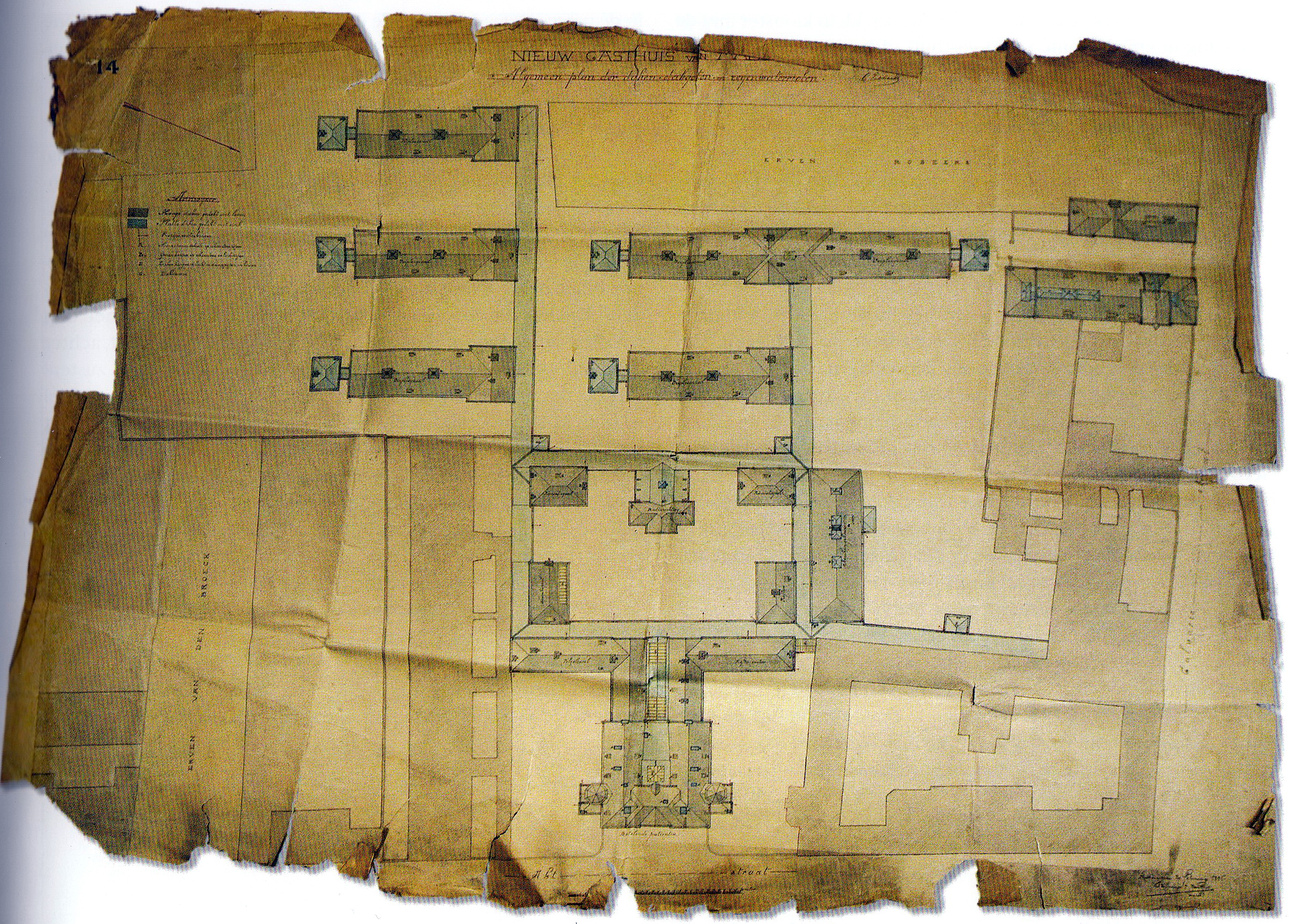
Ontwerp voor Calvariënberg Ziekenhuis in Maastricht, Nederland.

## Graf

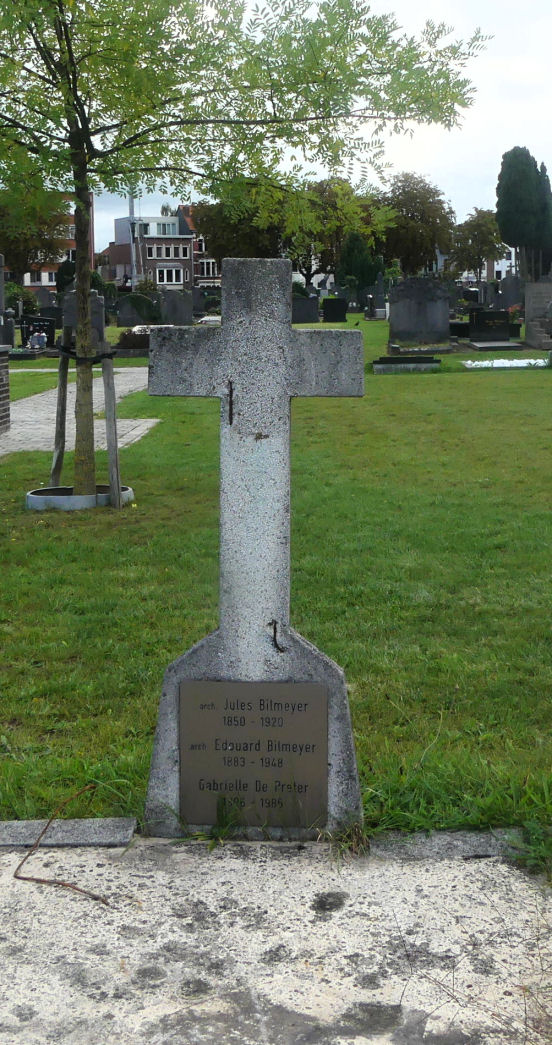
Grafzerk in Berchem

Jules Bilmeyer is begraven in Berchem (Antwerpen).